# إليزابيثتاون (كنتاكي)
إليزابيثتاون (بالإنجليزية: Elizabethtown, Kentucky)‏ هي مدينة تقع في مقاطعة هاردين، كنتاكي بولاية كنتاكي في وسط جنوب شرق الولايات المتحدة. تبلغ مساحة هذه المدينة 66.9 (كم²)، وترتفع عن سطح البحر 221 م، بلغ عدد سكانها 40012 نسمة في عام 2010 حسب إحصاء مكتب تعداد الولايات المتحدة وتصل الكثافة السكانية فيها 361.6 نسمة/كم2.

## التركيبة السكانية
حدّد مكتب تعداد الولايات المتحدة بيانات التركيبة السكانية لإليزابيثتاون في تعداد الولايات المتحدة. في ما يلي، التركيبة السكانية حسب تعدادي 2000 و2010.

### تعداد عام 2000
بلغ عدد سكان إليزابيثتاون 22,542 نسمة بحسب تعداد عام 2000، وبلغ عدد الأسر 9,306 أسرة وعدد العائلات 6,119 عائلة مقيمة في المدينة. في حين سجلت الكثافة السكانية 319.6 نسمة لكل كيلومتر مربع (827.8/ميل2). وبلغ عدد الوحدات السكنية 10,043 وحدة بمتوسط كثافة قدره 142.4 لكل كيلومتر مربع (368.8/ميل2).
وتوزع التركيب العرقي للمدينة بنسبة 86.04% من البيض و9.70% من الأمريكيين الأفارقة و0.30% من الأمريكيين الأصليين و1.89% من الأمريكيين ذوي الأصول الآسيوية و0.06% من سكان جزر المحيط الهادئ و0.56% من الأعراق الأخرى و1.46% من عرقين مختلطين أو أكثر و1.79% من الهسبانيون أو اللاتينيون من أي عرق.
بلغ عدد الأسر 9,306 أسرة كانت نسبة 34.8% منها لديها أطفال تحت سن الثامنة عشر تعيش معهم، وبلغت نسبة الأزواج القاطنين مع بعضهم البعض 48.3% من أصل المجموع الكلي للأسر، ونسبة 13.9% من الأسر كان لديها معيلات من الإناث دون وجود شريك،  بينما كانت نسبة 3.5% من الأسر لديها معيلون من الذكور دون وجود شريكة وكانت نسبة 34.2% من غير العائلات. تألفت نسبة 30.2% من أصل جميع الأسر من عدة أفراد يعيشون في نفس المنزل ونسبة 10.8% كانت تتألف من شخص يعيش بمفرده يبلغ من العمر 65 عاماً أو أكثر. وبلغ متوسط حجم الأسرة المعيشية 2.33، أما متوسط حجم العائلات فبلغ 2.89.
بلغ العمر الوسطي للسكان 35.9 عاماً. وكانت نسبة 24.6% من القاطنين تحت سن الثامنة عشر، وكانت نسبة 8.5% بين الثامنة عشر والرابعة والعشرين عاماً، ونسبة 29.8% كانت واقعةً في الفئة العمرية ما بين الخامسة والعشرين والرابعة والأربعين عاماً، ونسبة 21% كانت ما بين الخامسة والأربعين والرابعة والستين، ونسبة 12.4% كانت ضمن فئة الخامسة والستين عاماً فما فوق. يوجد لكل 100 أنثى 89.6 ذكر، ويوجد لكل 100 أنثى في الثامنة عشر من عمرها فما فوق 84.4 ذكر.
بلغ متوسط دخل الأسرة في المدينة 35,823 دولارًا، أما متوسط دخل العائلة فبلغ 45,399 دولارًا. وكان متوسط دخل الذكور 32,406 دولارًا مقابل 23,709 دولارًا للإناث. وسجل دخل الفرد الخاص بالمدينة 20,442 دولارًا. وكانت نسبة 8.5% من العائلات ونسبة 10.5% من السكان تحت خط الفقر، وكان من هؤلاء نسبة 14.8% تحت سن الثامنة عشر ونسبة 9.1% في الخامسة والستين من العمر وما فوق.

### تعداد عام 2010
بلغ عدد سكان إليزابيثتاون 28,531 نسمة بحسب تعداد عام 2010، وبلغ عدد الأسر 11,711 أسرة وعدد العائلات 7,345 عائلة مقيمة في المدينة. في حين سجلت الكثافة السكانية 404.5 نسمة لكل كيلومتر مربع (1,047.7/ميل2). وبلغ عدد الوحدات السكنية 12,664 وحدة بمتوسط كثافة قدره 179.5 لكل كيلومتر مربع (464.9/ميل2).
وتوزع التركيب العرقي للمدينة بنسبة 80.45% من البيض و11.64% من الأمريكيين الأفارقة و0.34% من الأمريكيين الأصليين و2.62% من الأمريكيين ذوي الأصول الآسيوية و0.18% من سكان جزر المحيط الهادئ و1.34% من الأعراق الأخرى و3.43% من عرقين مختلطين أو أكثر و4.26% من الهسبانيون أو اللاتينيون من أي عرق.
بلغ عدد الأسر 11,711 أسرة كانت نسبة 33.6% منها لديها أطفال تحت سن الثامنة عشر تعيش معهم، وبلغت نسبة الأزواج القاطنين مع بعضهم البعض 43.2% من أصل المجموع الكلي للأسر، ونسبة 15.1% من الأسر كان لديها معيلات من الإناث دون وجود شريك،  بينما كانت نسبة 4.4% من الأسر لديها معيلون من الذكور دون وجود شريكة وكانت نسبة 37.3% من غير العائلات. تألفت نسبة 32.1% من أصل جميع الأسر من عدة أفراد يعيشون في نفس المنزل ونسبة 10.9% كانت تتألف من شخص يعيش بمفرده يبلغ من العمر 65 عاماً أو أكثر. وبلغ متوسط حجم الأسرة المعيشية 2.34، أما متوسط حجم العائلات فبلغ 2.94.
بلغ العمر الوسطي للسكان 35.4 عاماً. وكانت نسبة 25.1% من القاطنين تحت سن الثامنة عشر، وكانت نسبة 9.8% بين الثامنة عشر والرابعة والعشرين عاماً، ونسبة 27.5% كانت واقعةً في الفئة العمرية ما بين الخامسة والعشرين والرابعة والأربعين عاماً، ونسبة 24.4% كانت ما بين الخامسة والأربعين والرابعة والستين، ونسبة 13.2% كانت ضمن فئة الخامسة والستين عاماً فما فوق. وتوزع التركيب الجنسي للسكان بنسبة 47.9% ذكور و52.1% إناث.

## أعلام
- تود بيري
- مارك برادلي
- كيلي روثرفورد
- أنتواين باربور
- دوغلاس لوكاس
- جون هيلم

## وصلات خارجية
- www.elizabethtownky.org
- The US50 - Cities and Towns in Kentucky State